# Coombe (Croydon)
Pour les articles homonymes, voir Coombe.
Coombe est une zone anglaise située au sud de Londres, dans le borough londonien de Croydon.